# Trèo cây núi đá miền Tây

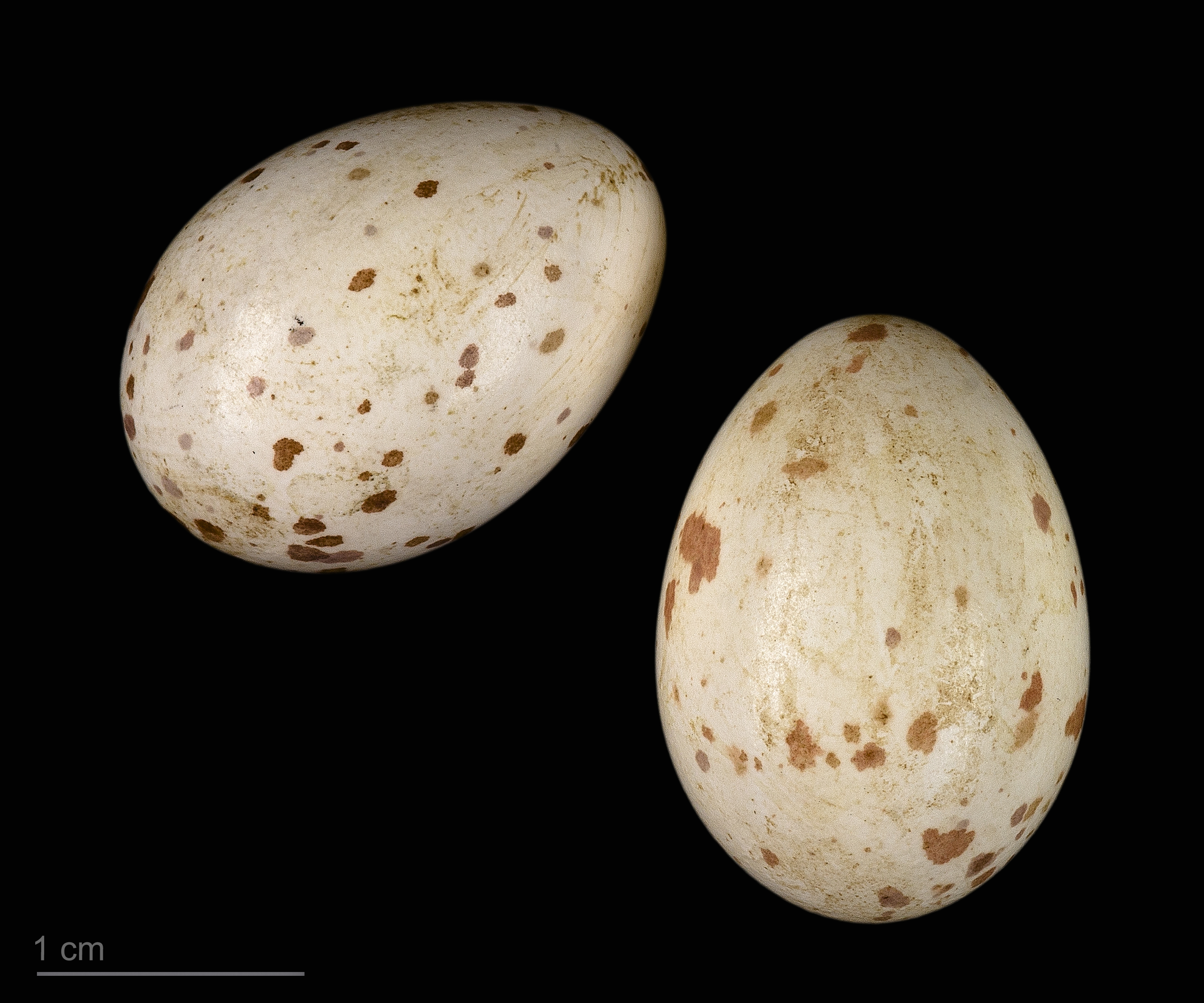
Sitta neumayer neumayer

Trèo cây núi đá miền Tây, tên khoa học Sitta neumayer, là một loài chim trong họ Sittidae.